# Skeletodes bimaculata
Skeletodes bimaculata är en skalbaggsart som beskrevs av Wang 1995. Skeletodes bimaculata ingår i släktet Skeletodes och familjen långhorningar. Inga underarter finns listade i Catalogue of Life.